# Distrito de Přerov
El distrito de Přerov es uno de los cinco distritos que forman la región de Olomouc, República Checa, con una población estimada a principio del año 2018 de 130 515 habitantes. Se encuentra ubicado al este del país, al este de Praga, cerca de la frontera con Polonia. Su capital es la ciudad de Přerov.

## Localidades (población año2018)
- Bělotín 1853
- Beňov 669
- Bezuchov 184
- Bochoř 980
- Bohuslávky 314
- Brodek u Přerova 1989
- Buk 377
- Býškovice 408
- Čechy 326
- Čelechovice 121
- Černotín 777
- Císařov 303
- Citov 553
- Dobrčice 222
- Dolní Nětčice 241
- Dolní Těšice 60
- Dolní Újezd 1219
- Domaželice 549
- Dřevohostice 1508
- Grymov 165
- Hlinsko 235
- Horní Moštěnice 1668
- Horní Nětčice 209
- Horní Těšice 152
- Horní Újezd 416
- Hrabůvka 303
- Hradčany 299
- Hranice 18 213
- Hustopeče nad Bečvou 1765
- Jezernice 663
- Jindřichov 459
- Kladníky 148
- Klokočí 257
- Kojetín 6167
- Kokory 1160
- Křenovice 432
- Křtomil 426
- Lazníčky 212
- Lazníky 564
- Lhota 320
- Lhotka 65
- Lipník nad Bečvou 8047
- Lipová 272
- Líšná 245
- Lobodice 746
- Luboměř pod Strážnou 115
- Malhotice 370
- Měrovice nad Hanou 701
- Milenov 434
- Milotice nad Bečvou 287
- Nahošovice 173
- Nelešovice 195
- Oldřichov 111
- Olšovec 486
- Opatovice 812
- Oplocany 311
- Oprostovice 88
- Osek nad Bečvou 1260
- Paršovice 390
- Partutovice 508
- Pavlovice u Přerova 712
- Podolí 207
- Polkovice 507
- Polom 261
- Potštát 1183
- Přerov 43 565
- Přestavlky 274
- Prosenice 822
- Provodovice 142
- Radíkov 157
- Radkova Lhota 203
- Radkovy 155
- Radotín 189
- Radslavice 1147
- Radvanice 271
- Rakov 406
- Říkovice 481
- Rokytnice 1521
- Rouské 260
- Šišma 216
- Skalička 610
- Soběchleby 589
- Sobíšky 144
- Špičky 291
- Stará Ves 628
- Stříbrnice 282
- Střítež nad Ludinou 820
- Sušice 325
- Teplice nad Bečvou 386
- Tovačov 2475
- Troubky 2024
- Tučín 435
- Turovice 223
- Týn nad Bečvou 843
- Uhřičice 534
- Ústí 561
- Veselíčko 900
- Věžky 211
- Vlkoš 706
- Všechovice 873
- Výkleky 274
- Zábeštní Lhota 169
- Žákovice 233
- Zámrsky 254
- Želatovice 544